# Championnat du Luxembourg de football 1991-1992
Navigation
Saison précédente Saison suivante
La saison 1991-1992 du Championnat du Luxembourg de football est la 78e édition du championnat de première division au Luxembourg. Les dix meilleurs clubs du pays se retrouvent au sein d'une poule unique, la Division Nationale, où ils s'affrontent deux fois, à domicile et à l'extérieur. À l'issue de cette première phase, les six premiers jouent la poule pour le titre. En bas de classement, les quatre derniers disputent une poule de promotion-relégation avec les huit meilleurs clubs de Promotion d'Honneur, la deuxième division luxembourgeoise.
Le club de l'Union Luxembourg, double champion en titre, termine en tête de la poule pour le titre et est de nouveau sacré champion du Luxembourg pour la 6e fois de son histoire. Il devance de deux points l'Avenir Beggen et de 4,5 points le CA Spora Luxembourg.

## Les 10 clubs participants
| - CA Spora Luxembourg - FC Wiltz 71 - Promu de Promotion d'Honneur - Swift Hesperange - Koeppchen Wormeldange - Promu de Promotion d'Honneur - CS Grevenmacher | - Union Luxembourg - AS La Jeunesse d'Esch - Avenir Beggen - Red Boys Differdange - Aris Bonnevoie |

## Compétition

### Première phase
Le barème utilisé pour établir le classement est le suivant :
- Victoire : 2 points
- Match nul : 1 point
- Défaite : 0 point

| Rang | Équipe                    | Pts | J  | G  | N  | P  | Bp | Bc | Diff |
| ---- | ------------------------- | --- | -- | -- | -- | -- | -- | -- | ---- |
| 1    | Avenir Beggen             | 26  | 18 | 9  | 8  | 1  | 37 | 14 | +23  |
| 2    | Jeunesse d'Esch           | 24  | 18 | 7  | 10 | 1  | 40 | 14 | +26  |
| 3    | Union Luxembourg (T)      | 24  | 18 | 10 | 4  | 4  | 39 | 22 | +17  |
| 4    | CA Spora Luxembourg       | 23  | 18 | 8  | 7  | 3  | 26 | 17 | +9   |
| 5    | Aris Bonnevoie            | 17  | 18 | 5  | 7  | 6  | 25 | 25 | 0    |
| 6    | CS Grevenmacher           | 16  | 18 | 6  | 4  | 8  | 26 | 31 | -5   |
| 7    | Red Boys Differdange      | 16  | 18 | 5  | 6  | 7  | 31 | 38 | -7   |
| 8    | Swift Hesperange          | 15  | 18 | 5  | 5  | 8  | 28 | 37 | -9   |
| 9    | Koeppchen Wormeldange (P) | 10  | 18 | 2  | 6  | 10 | 14 | 43 | -29  |
| 10   | FC Wiltz 71 (P)           | 9   | 18 | 3  | 3  | 12 | 21 | 46 | -25  |

|  | Qualification pour la poule pour le titre            |
|  | Participation à la poule de promotion-relégation     |
|  | (T) Tenant du titre (P) : Promu de deuxième division |

### Seconde phase

#### Poule pour le titre
Les 6 équipes démarrent la seconde phase avec la moitié des points acquis lors de la première phase.
| Rang | Équipe               | Pts  | J  | G | N | P | Bp | Bc | Diff |
| ---- | -------------------- | ---- | -- | - | - | - | -- | -- | ---- |
| 1    | Union Luxembourg (T) | 28   | 10 | 7 | 2 | 1 | 16 | 6  | +10  |
| 2    | Avenir Beggen (C)    | 26   | 10 | 5 | 3 | 2 | 17 | 8  | +9   |
| 3    | CA Spora Luxembourg  | 23.5 | 10 | 5 | 2 | 3 | 15 | 17 | -2   |
| 4    | Jeunesse d'Esch      | 21   | 10 | 4 | 1 | 5 | 16 | 14 | +2   |
| 5    | Aris Bonnevoie       | 14.5 | 10 | 2 | 2 | 6 | 10 | 16 | -6   |
| 6    | CS Grevenmacher      | 12   | 10 | 1 | 2 | 7 | 8  | 21 | -13  |

|  | Qualification pour la Ligue des champions 1992-1993                                          |
|  | Qualification pour la Coupe des Coupes 1992-1993                                             |
|  | Qualification pour la Coupe UEFA 1992-1993                                                   |
|  | (T) Tenant du titre (C) Vainqueur de la Coupe du Luxembourg (P) : Promu de deuxième division |

#### Phase de promotion-relégation
Les clubs de Promotion d'Honneur sont indiqués en italique. Les 2 premiers de chaque poule participeront au championnat de Division Nationale la saison prochaine.